# Martín Mancisidor
Martín Mancisidor Bereciartua (n. Basauri, Vizcaya, España; 1 de noviembre de 1924 - † Mundaca, Vizcaya, España; 21 de abril de 2011) fue un ciclista español, profesional entre los años 1940 y 1954, durante los que consiguió un total de 42 victorias. 

## Datos biográficos
Como detallan en el blog de Mundakako Tropela, los más jóvenes del pueblo recuerdan al abuelo de su amigo Manzi montado en bicicleta, subiendo el "muro" que va de “kanteras” hacia arriba en Mundaka, dirección “Arketa” y “Goitiz” con un desarrollo metido que parecía que iba dando pedales en cámara lenta. Esto se debe a que tras muchos años desde su retirada, Martín retomó la bicicleta siendo ya prácticamente un anciano. Iñaki "Arru" trató a Martín en la rehabilitación de una rotura de Tibia que sufrió en un torneo de Fútbol local, en la playa de Laidatxu. A pesar de haber superado los 60 años, jugaba con los chavales del pueblo. Arru animó a Martín a probar en la bicicleta estática, y no tardó mucho en saltar a las carreteras. A pesar de su edad, volvería a pedalear en las subidas más míticas cómo Urkiola o Sollube. 
También se menciona que Mancisidor debutó con 15 años en una carrera de  aficionados con una bicicleta prestada y sin que sus padres supieran nada. Martín contaba que en la salida de la prueba, el resto de ciclistas participantes se le reían y burlaban diciéndole que se fuera donde su madre…..etc. Rompió a llorar y  decidió no participar, cuando entonces se le acerco otro ciclista  Basauritarra  y pasándole el brazo por la espalda le susurro  al oído:…” Tú quieto Manci, que a todos estos les ganas tú”…. Dicho y hecho. Martín ganó el día de su debut.
Era un buen escalador que quedó en segundo lugar en el Gran Premio de la Montaña en la Vuelta a España de 1947, a tan solo dos puntos de Emilio Rodríguez. También tenía una buena punta de velocidad que le permitió lograr gran número de victorias en pruebas de carácter local. Corrió 14 temporadas como corredor  profesional con 42 victorias e innumerables puestos de honor en diferentes carreras a nivel estatal.
Su hijo Martín Mancisidor Jr. también fue ciclista profesional, pero durante una única temporada en 1967 con el equipo Karpy sin llegar a obtener ninguna victoria.

## Palmarés
| 1940 - Galdácano - Basauri 1941 - Subida a Santo Domingo - Cinturón de Bilbao - Deusto - Vitoria (G. P. Álava) - Sestao (Circuito del Casco) - Mondragon (P. San Juan) - Clásica de Ordizia - 3.º en el Campeonato de España de Montaña 1942 - Subida a Arantzazu, más 1 etapa - Subida a Arrate - 1 etapa del Trofeo Masferrer - Circuito de Basauri - G. P. San Juan (Éibar) - GP Vizcaya - Circuito de Begoña 1943 - Circuito de Elgeta - Subida a Arrate - G. P. Cinturón de Hierro (Bilbao) - Clásica de Ordizia - Circuito de Guecho - Circuito de Asua - G. P. Ayuntamiento de Bilbao, más 1 etapa | 1944 - Subida a Santo Domingo - Circuito de Elgueta - Subida a Arrate - Villarreal-Morella-Villarreal, más 2 etapas - Vuelta a Cantabria 1945 - Circuito de Elgueta - G. P. San Juan (Éibar), más 1 etapa - 3.º en el Campeonato de España de Montaña 1946 - Subida a Arrate 1950 - Prueba de Legazpi - Vuelta a Galapagar - Irún (Circuito San Marcial) - Campeonato de Guipúzcoa (Lasarte) 1952 - Campeonato de Guipúzcoa (Beasáin, Prueba Loinaz) |

## Resultados en Grandes Vueltas y Campeonatos del Mundo
Durante su carrera deportiva ha conseguido los siguientes puestos en las Grandes Vueltas y en los Campeonatos del Mundo en carretera:
| Carrera         | 1940 | 1941 | 1942 | 1943 | 1944 | 1945 | 1946 | 1947 | 1948 | 1949 | 1950 | 1951 | 1952 | 1953 | 1954 |
| --------------- | ---- | ---- | ---- | ---- | ---- | ---- | ---- | ---- | ---- | ---- | ---- | ---- | ---- | ---- | ---- |
| Giro de Italia  | -    | X    | X    | X    | X    | X    | -    | -    | -    | -    | -    | -    | -    | -    | -    |
| Tour de Francia | X    | X    | X    | X    | X    | X    | X    | -    | -    | -    | -    | -    | -    | -    | -    |
| Vuelta a España | X    | -    | -    | X    | X    | Ab.  | -    | 25º  | -    | X    | 16º  | X    | X    | X    | X    |
| Mundial en Ruta | X    | X    | X    | X    | X    | X    | -    | -    | -    | -    | -    | -    | -    | -    | -    |

-: no participa

Ab.: abandono

X: ediciones no celebradas